# Kasumi
Kasumi su naseljeno mjesto u općini Jajce, Federacija Bosne i Hercegovine, BiH.
Nalazi se u dolini Vrbasa, uzvodno od Vinca.

## Stanovništvo

### 1991.
Nacionalni sastav stanovništva 1991. godine, bio je sljedeći:
ukupno: 319
- Muslimani - 289
- Srbi - 28
- Jugoslaveni - 1
- ostali, neopredijeljeni i nepoznato - 1

### 2013.
Nacionalni sastav stanovništva 2013. godine, bio je sljedeći:
ukupno: 219
- Bošnjaci -  205
- Hrvati - 1
- ostali, neopredijeljeni i nepoznato - 13

## Vanjske poveznice
- Satelitska snimka[neaktivna poveznica]